# آنا کریوشینا
آنا کریوشینا (روسی: Анна Александровна Крившина؛ زادهٔ ۱۵ مهٔ ۱۹۹۶) شناگر اهل روسیه است. او از برندگان مدال پارالمپیک در شنا است.